# Agostino Paravicini Bagliani
Pour les articles homonymes, voir Paravicini.
Agostino Paravicini Bagliani, né à Bergame le 19 novembre 1943, est un historien italien de la papauté médiévale, professeur émérite de l'université de Lausanne. Il est l'auteur d'une œuvre abondante, centrée sur l'histoire des papes du XIIIe siècle, au temps de l'apogée de la théocratie pontificale. La plupart de ses ouvrages sont traduits en français. Polyglotte, il écrit ses articles en italien, en anglais, en allemand ou en français, et a rédigé directement en français sa biographie du pape Boniface VIII. Il intervient par ailleurs régulièrement dans la presse italienne, notamment pour le quotidien La Repubblica.

## Biographie
Élève de l'historien Gilles Gérard Meersemann à l'université de Fribourg, en suisse, il obtient son doctorat en lettres en 1968. Il remplit les fonctions de scriptor à la Bibliothèque apostolique vaticane de 1969 à 1981 puis enseigne la codicologie à l'École vaticane de paléographie, de diplomatique et d'archivistique, avant de devenir professeur d'histoire médiévale à l'université de Lausanne - fonction qu'il occupe de 1981 à 2009. Il est actuellement président de la SISMEL (Società internazionale per lo studio del Medioevo latino).

## Publications

### Ouvrages
- 1972 :(it) Cardinali di Curia e familiae cardinalizie dal 1227 al 1254 , 2 vol., Padoue, Antenore, (Italia Sacra, 18-19)
- 1977 : 
  - (it) Corso di codicologia, Rome, Città del Vaticano
  - (de) Maier, Anneliese, Ausgehendes Mittelalter. Gesammelte Aufsätze zur Geistesgeschichte des 14. Jahrhunderts, 3 vol., Rome, Edizioni di Storia e Letteratura.
- 1980 : I testamenti dei cardinali del Duecento , Roma, Società romana di storia patria, 1980 (Miscellanea della Società Romana di storia patria, 25)
- 1981 :(it) Studi sul secolo XIV in memoria di Anneliese Maier , Roma, Ed. di storia e letteratura (Storia e letteratura, 151)
- 1987 : 
  - Avec Bernard Andenmatten, Écoles et vie intellectuelle à Lausanne au Moyen Âge, Lausanne (Études et documents pour servir à l'histoire de l'Université de Lausanne 12 / Publications de l'Université de Lausanne, XII)
  - Le mouvement confraternel au Moyen Âge. France, Italie, Suisse. Actes de la Table Ronde organisée par l'Université de Lausanne avec le concours de l'École Française de Rome et de l'Unité associée 1011 du CNRS L'institution ecclésiale à la fin du Moyen Âge. Lausanne 9-11 mai 1985, Genève, Droz (Publications de la Faculté des Lettres, Université de Lausanne, 30; Collection de l'École française de Rome, 97)
- 1989 : 
  - Avec Jean-François Poudret, La Maison de Savoie et le Pays de Vaud, Lausanne, Bibliothèque historique vaudoise (Bibliothèque historique vaudoise, 97)
  - Les manuscrits enluminés des Comtes et Ducs de Savoie, Turin, U. Allemandi
  - (de) Avec Giorgio Stabile, Träume im Mittelalter. Ikonologische Studien, Stuttgart, Belser Verlag
- 1990 :Avec Jean-Claude Maire Vigueur, Ars et ratio: dalla torre di Babele al ponte di Rialto , Palerme, Sellerio (Prisma, 122)
- 1991 : 
  - (it) Medicina e scienze della natura alla corte dei papi nel Duecento, Spoleto, Centro italiano di studi sull'alto medioevo, 1991 (Biblioteca di Medioevo latino, 4)
  - Avec Bernard Andenmatten et Nadia Pollini, Amédée VIII - Félix V, premier duc de Savoie et pape (1383-1451), Lausanne, Bibliothèque historique vaudoise (Bibliothèque historique vaudoise, 103)
  - (it) Avec Jean-Claude Maire Vigueur, La parola all'accusato, Palermo, Sellerio
- 1992 : 
  - (de) Belser Bildgeschichte des Mittelalters, vol. 1-2, Stuttgart, Belser Verlag
  - Avec Piera Borradori e Nadia Pollini, Le Pays de Vaud vers 1300, Lausanne, Université de Lausanne – Faculté des Lettres (Cahiers lausannois d'histoire médiévale, 6)
  - (it) Avec André Vauchez, Poteri carismatici e informali: chiesa e società medioevali, Palermo, Sellerio
- 1993 : Avec Ansgar Wildermann et Véronique Pasche, La visite des églises du diocèse de Lausanne en 1453 , 2 vol., Lausanne, Société d'histoire de la Suisse romande, (Mémoires et documents de la Société d'histoire de Suisse romande, 3e série, 19-20)
- 1994 : 
  - (it) Il corpo del papa, Torino, Einaudi (Biblioteca di cultura storica, 204) (trad. franc. Catherine Dalarun Mitrovitsa: Le corps du pape, Paris, Editions du Seuil, 1997; trad. ted. Ansgar Wildermann: Der Leib des Papstes, München, Beck, 1997 (C.H. Beck Kulturwissenschaft); trad. ingl. David S. Peterson: The Pope's Body, Chicago, University of Chicago Press, 1999)
  - Avec Bernard Andenmatten ed Annick Vadon, Héraldique et emblématique de la Maison de Savoie: (XIe - XVIe s.), Lausanne, Université de Lausanne – Faculté des Lettres (Cahiers lausannois d'histoire médiévale, 10)
  - (it) Avec Jacques Chiffoleau e Lauro Martines, Riti e rituali nelle società medievali, Spoleto, Centro italiano di studi sull'alto medioevo, 1994 (Collectanea, 5)
  - (it) Avec Pierre Toubert, Sellerio (Palerme) degli Atti dei colloqui federiciani presso il Centro Ettore Majorana, a Erice, dal 1992 al 1994:
    - Federico II e il mondo mediterraneo
    - Federico II e le città italiane
    - Federico II e le scienze
- 1995 : 
  - La cour des papes au XIIIe siècle, Paris, Hachette (La vie quotidienne)
  - (it) Avec Pierre Toubert, Federico II, 3 vol., Palerme, Sellerio, 1995.
  - (it) Avec Véronique Pasche, La Parrocchia nel Medio Evo. Economia, scambi, solidarietà, Roma, Herder, 1995 (Italia Sacra, 53)
- 1996 : 
  - (it) Il trono di Pietro. L'universalità del papato da Alessandro III a Bonifacio VIII, Rome, La Nuova Italia Scientifica
  - (it) La vita quotidiana alla corte dei papi del Duecento, Roma-Bari, Laterza
- 1997 : Avec Jean-François Felber, Jean-Daniel Morerod, Véronique PascheLes, Pays romands au Moyen Âge , Lausanne, Payot (Territoires)
- 1998 : 
  - Avec Pierre Toubert, Federico II e la Sicilia, Palermo, Sellerio (L'isola), 266 pages.
  - (en) Avec Francesco Santi, The regulation of evil: social and cultural attitudes to epidemics in the late Middle Ages, Florence, SISMEL – Edizioni del Galluzzo (Micrologus' Library, 2)
  - (it) Le Chiavi e la Tiara. Immagini e simboli del papato medievale, Rome, Viella, (La corte dei papi, 3); II ed. 2005
- 1999 : Avec Martine Ostorero, Kathrin Utz Tremp, et Catherine Chène, L'imaginaire du sabbat: édition critique des textes les plus anciens (1430 c.- 1440 c.) , Lausanne, Université de Lausanne – Faculté des Lettres (Cahiers lausannois d'histoire médiévale, 26)
- 2000 : 
  - Avec Baudouin Van den Abeele, La chasse au Moyen Âge: société, traités, symboles, Firenze, SISMEL – Edizioni del Galluzzo (Micrologus' Library, 5)
  - Avec Bernard Andenmatten ed Eva Pibiri, Pierre II de Savoie ‘Le Petit Charlemagne' († 1268), Lausanne, Université de Lausanne – Faculté des Lettres (Cahiers lausannois d'histoire médiévale, 27)
- 2001 : Le Speculum Astronomiae, une énigme? Enquête sur les manuscrits , Firenze, SISMEL – Edizioni del Galluzzo (Micrologus' Library, 6)
- 2003 : 
  - (it) Avec Chiara Crisciani, Alchimia e medicina nel Medioevo, Florence, Sismel – Edizioni del Galluzzo (Micrologus' Library, 9)
  - Avec Eva Pibiri et Denis Reynard, L'itinérance des seigneurs (XIVe  –  XVIe siècles), Lausanne, Université de Lausanne – Faculté des Lettres (Cahiers lausannois d'histoire médiévale, 34)
  - Boniface VIII. Un pape hérétique ?, Paris, Payot & Rivages (trad. ital. Franco Bacchelli: Bonifacio VIII, Turin, Einaudi, 2003).
- 2005 : La mémoire du temps au Moyen Âge , Florence, Sismel – Edizioni del Galluzzo (Micrologus' Library, 12)
- 2007 : 
  - (it) Avec Danielle Jacquart, La Scuola medica salernitana. Gli autori e i testi, Florence, Sismel – Edizioni del Galluzzo (Edizione Nazionale ‘La scuola medica salernitana', 1)
  - Avec Jean-Michel Spieser e Jean Wirth, Le portrait, la représentation de l'individu, Firenze, Sismel – Edizioni del Galluzzo (Micrologus' Library, 17)
- 2008 : Avec Bernadette Martin-Hisard, Medievalia et Vaticana. Études offertes à Louis Duval-Arnould, réunies par Jean-Marie Martin , Firenze
- 2009 :(it) Il potere del papa. Autorappresentazione e simboli , Florence, SISMEL - Edizioni del Galluzzo
- 2010 :(it) Il papato nel secolo XIII. Cent'anni di bibliografia (1875-2009) , Florence, SISMEL - Edizioni del Galluzzo (Millennio Medievale, 78. Strumenti e studi, 83)
- 2012 : Indexes Micrologus (1-20), Micrologus' Library (1-45) Florence, Sismel Edizioni del Galluzzo, XI-431 p.
- 2013 :(it) Morte ed elezione dei papi. Norme, riti e conflitti Il Medioevo, Romr, Viella, VII-335 p.
- 2013 :(it) Il papato e altre invenzioni. Il Medioevo nelle simboliche del presente, Florence, Sismel Edizioni del Galluzzo.
- 2014 :(it) Il papato e altre invenzioni. Frammenti di cronaca dal Medioevo a papa Francesco Florence, Sismel Edizioni del Galluzzo, 200 pages.
- 2016 :(it) Il bestiario del Papa, Collana Saggi, Turin, Einaudi, 400 pages.
- 2020 : Le monde symbolique de la papauté. Corps, gestes, images d’Innocent III à Boniface VIII, Firenze, SISMEL Edizioni del Galluzzo, (Millennio Medievale, 118, Strumenti e Studi, 46), XXII-350 pages.
- 2020 : Avec Silvia Agnoletti Indexes: Micrologus (1 - 28). Micrologus Library vols 1 – 99, Florence, SISMEL Edizioni del Galluzzo, VIII-302 pages.

### Articles
- Agostino Paravicini Bagliani, « Art et autoreprésentation : la figure du pape entre le XIe et le XIVe siècle] », Perspective, vol. 1,‎ 2012, p. 95-114 (lire en ligne, consulté le 17 janvier 2023).